# Віллессе
Віллессе (італ. Villesse) — муніципалітет в Італії, у регіоні Фріулі-Венеція-Джулія,  провінція Гориція.
Віллессе розташоване на відстані близько 450 км на північ від Рима, 39 км на північний захід від Трієста, 16 км на південний захід від Гориції.
Населення — 1710 осіб (2014).
Щорічний фестиваль відбувається 16 серпня. Покровитель — святий Рох.

## Демографія
Населення за роками:

Станом на 1 січня 2023 року в муніципалітеті офіційно проживало 85 іноземців з 26 країн, серед них 24 громадяни країн Євросоюзу та 3 громадяни України.

## Сусідні муніципалітети
- Камполонго-аль-Торре
- Фольяно-Редіпулья
- Градіска-д'Ізонцо
- Романс-д'Ізонцо
- Руда
- Сан-П'єр-д'Ізонцо
- Тапольяно